# Mistrzostwa Holandii w piłce siatkowej mężczyzn (1955/1956)
Mistrzostwa Holandii w piłce siatkowej mężczyzn 1955/1956 − 9. sezon mistrzostw Holandii zorganizowany przez Holenderski Związek Piłki Siatkowej (Nederlandse Volleybalbond). 
Rozgrywki składały się z fazy grupowej, w której uczestniczyło 8 zespołów oraz fazy finałowej, w trakcie której rozegrano finał i mecz o 3. miejsce.
Ósmy raz z rzędu mistrzem Holandii został klub RVC Rijswijk, który w finale pokonał klub Concordia Rotterdam. Brązowy medal zdobyła drużyna AMVJ Amsterdam.

## Faza grupowa

### Grupa A

#### Tabela
| Poz. | Drużyna             | Mecze | Mecze | Mecze | Sety | Sety |
| Poz. | Drużyna             | M     | W     | P     | wyg. | prz. |
| ---- | ------------------- | ----- | ----- | ----- | ---- | ---- |
| 1    | RVC Rijswijk        | 3     | 3     | 0     | 6    | 0    |
| 2    | Achilles Enschede   | 3     | 2     | 1     | 4    | 4    |
| 3    | Mesa Cosa Groningen | 3     | 1     | 2     | 3    | 4    |
| 4    | Odulphus Tilburg    | 3     | 0     | 3     | 1    | 6    |

     finał
     mecz o 3. miejsce

#### Wyniki spotkań
| Drużyna 1           | Wynik | Drużyna 2           |
| ------------------- | ----- | ------------------- |
| RVC Rijswijk        | 2:0   | Mesa Cosa Groningen |
| Achilles Enschede   | 2:1   | Odulphus Tilburg    |
| Mesa Cosa Groningen | 1:2   | Achilles Enschede   |
| RVC Rijswijk        | 2:0   | Odulphus Tilburg    |
| Mesa Cosa Groningen | 2:0   | Odulphus Tilburg    |
| RVC Rijswijk        | 2:0   | Achilles Enschede   |

### Grupa B

#### Tabela
| Poz. | Drużyna             | Mecze | Mecze | Mecze | Sety | Sety |
| Poz. | Drużyna             | M     | W     | P     | wyg. | prz. |
| ---- | ------------------- | ----- | ----- | ----- | ---- | ---- |
| 1    | Concordia Rotterdam | 3     | 3     | 0     | 6    | 2    |
| 2    | AMVJ Amsterdam      | 3     | 2     | 1     | 5    | 2    |
| 3    | VC Den Bosch        | 3     | 1     | 2     | 3    | 4    |
| 4    | TGP Sneek           | 3     | 0     | 3     | 0    | 6    |

     finał
     mecz o 3. miejsce

#### Wyniki spotkań
| Drużyna 1           | Wynik | Drużyna 2           |
| ------------------- | ----- | ------------------- |
| TGP Sneek           | 0:2   | Concordia Rotterdam |
| AMVJ Amsterdam      | 2:0   | VC Den Bosch        |
| AMVJ Amsterdam      | 2:0   | TGP Sneek           |
| Concordia Rotterdam | 2:1   | VC Den Bosch        |
| TGP Sneek           | 0:2   | VC Den Bosch        |
| AMVJ Amsterdam      | 1:2   | Concordia Rotterdam |

## Faza finałowa

### Finał
| Drużyna 1    | Wynik | Drużyna 2           | Sety                     |
| ------------ | ----- | ------------------- | ------------------------ |
| RVC Rijswijk | 3:1   | Concordia Rotterdam | 15:11, 15:2, 10:15, 15:8 |

### Mecz o 3. miejsce
| Drużyna 1      | Wynik | Drużyna 2         |
| -------------- | ----- | ----------------- |
| AMVJ Amsterdam | 3:0   | Achilles Enschede |

## Klasyfikacja końcowa
| Lp. | Drużyna             |
| --- | ------------------- |
| 1   | RVC Rijswijk        |
| 2   | Concordia Rotterdam |
| 3   | AMVJ Amsterdam      |
| 4   | Achilles Enschede   |
| 5   | Mesa Cosa Groningen |
| 5   | VC Den Bosch        |
| 7   | Odulphus Tilburg    |
| 8   | TGP Sneek           |